# Brigitte Rossigneux
Pour les articles homonymes, voir Rossigneux.
Brigitte Rossigneux est une journaliste française, qui a longtemps travaillé au Canard enchaîné.

## Biographie
Née le 28 février 1951, elle est étudiante à l'université de Vincennes de 68 à 71. Elle obtient une licence d'allemand, et enseigne pendant trois ans au lycée privé Sainte-Croix de Neuilly, avant de se tourner vers le journalisme. 
Diplômée du Centre de formation des journalistes (CFJ, promotion 1976) à Paris, elle a travaillé pour Le Monde, F Magazine, Droit de réponse (TF1), Taxi (FR3), Les Dossiers du Canard enchaîné.
Elle est spécialiste des questions de défense.
Elle a également réalisé des documentaires, dont les Apprentis sorciers, avec André Gazut en 1996, sur la politique nucléaire de la France et les risques d'irradiation auxquels ont été exposés des militaires français lors des expérimentations au Sahara.
Elle est l'auteur d'une série de cinq documentaires Le Nouvel Homme des casernes, sur la professionnalisation des armées (2000) pour la Cinquième. Elle a réalisé de nombreuses enquêtes sur le dispositif français de sécurité.
Son ordinateur portable sera subtilisé dans la nuit du 2 au 3 juin 2001, lors d'un cambriolage des locaux du Canard enchaîné, alors qu'elle travaillait sur des affaires embarrassantes pour les responsables militaires français. La journaliste s'interrogera sur les raisons de ce vol, et estimera qu'il pourrait être motivé par la volonté d'identifier le nom de ses contacts au ministère de la Défense.
Elle est la mère de quatre enfants, dont la journaliste Aude Rossigneux, issue de son union avec Louis-Marie Horeau.

## Publication
- Bob Maloubier, Brigitte Rossigneux, Les Coups tordus de Churchill, Paris, Éditions Calmann-Lévy, 2009, 267 p. (ISBN 978-2-7021-4006-2)

## Filmographie
- 2007 : Au nom de la loi... Une histoire de la gendarmerie, réalisé par Christian Paureilhe.
- 2010 : Les Médicamenteurs (adaptation d'un livre de Stéphane Horel), 2008, Éditions Montparnasse.
- 2012 : Les Alimenteurs, documentaire de 52' pour France 5, réalisé par Stéphane Horel.